# Leptotarsus terraereginae
Leptotarsus terraereginae là một loài ruồi trong họ Ruồi hạc (Tipulidae). Chúng phân bố ở miền Australasia.